# Ngữ hệ Mixe–Zoque
Ngữ hệ Mixe–Zoque là một ngữ hệ gồm những thứ tiếng được nói ở trong và quanh eo đất Tehuantepec, México. Chính phủ México công nhận ba ngôn ngữ Mixe–Zoque: Mixe (ayook) với 188.000 người nói, Zoque (o'de püt) với 88.000 người nói, và Popoluca (mà thực ra là tên gọi chung cho những ngôn ngữ Mixe và Zoque nhỏ khác nhau) với 69.000 người nói. Trên thực tế, sự đa dạng bên trong của hệ là khá lớn: Ethnologue liệt kê đến 17 ngôn ngữ khác nhau, còn hệ thống phân loại của Wichmann (1995) xác định 12 ngôn ngữ và 11 "phương ngữ". Có một ngôn ngữ tuyệt chủng hiện được xếp vào hệ Mixe–Zoque là tiếng Tapachultec, từng có mặt ở vùng bờ biển đông nam Chiapas.

## Lịch sử
Về lịch sử, hệ Mixe–Zoque từng phân bố rộng hơn nhiều so với ngày nay, lan đến tận bờ Thái Bình Dương của Guatemala (tức vùng Soconusco). Terrence Kaufman và Lyle Campbell lập luận (dựa trên một số từ mượn phổ biến trong các ngôn ngữ Trung Bộ châu Mỹ) rằng nhiều khả năng người Olmec, chủ nhân của nền văn hóa nổi trội đầu tiên của Trung Bộ châu Mỹ, nói ngôn ngữ Mixe–Zoque. Kaufman và John Justeson cũng cho biết rằng họ đã giải dịch được một phần chữ Epi-Olmec trên La Mojarra Stela 1, dựa trên quan điểm của họ rằng ngôn ngữ trên bản khắc là một thứ tiếng Mixe–Zoque cổ.
Cả hai điều trên đều bị phản bác: Michael D. Coe và David Stuart cho rằng phần còn sót lại của những bản khắc Epi-Olmec ít ỏi là chưa đủ để dựng lên cơ sở cho quá trình giải dịch. Thêm nữa, khi họ áp dụng phương pháp giải dịch của Kaufman và Justeson vào những bản khắc Epi-Olmec khác thì chẳng thu được thứ gì có thể hiểu nổi cả. Wichmann (1995) nêu bật lên rằng một số từ mượn gốc Mixe–Zoque trong những ngôn ngữ Trung Bộ châu Mỹ khác thực ra chỉ có gốc Zoque (vắng mặt trong nhánh Mixe), điều này nhất định phải đẩy thời điểm mượn lùi ra sau thời kỳ ngôn ngữ Mixe–Zoque nguyên thủy - lúc mà văn minh Olmec ở đỉnh cao. Tuy vậy, sau đó, các học giả xác định thời điểm hai nhánh Mixe và Zoque tách nhau ra là sớm hơn so với suy nghĩ ban đầu của họ; do vậy, lập luận của Wichmann trở nên kém thuyết phục hơn ban đầu.
Kaufman (2001), lại dựa trên cơ sở từ mượn Mixe–Zoque trong ngôn ngữ lân cận, đề xuất rằng từng có một ngôn ngữ Mixe–Zoque hiện diện tại Teotihuacan, đồng thời cho rằng ngữ hệ Mixe–Zoque đã đóng vai trò lan rộng một vài đặc điểm ngôn ngữ mà có thể coi là "đặc trưng" cho các ngôn ngữ Trung Bộ châu Mỹ.
Ngữ hệ Mixe–Zoque hiện không được coi là có quan hệ phát sinh với ngữ hệ nào, dù vào đầu thế kỉ XX Edward Sapir gộp nó vào siêu hệ Penuti của ông; gần đây hơn, có đề xuất về một mối quan hệ với ngữ hệ Totonac, tạo nên liên hệ Toto-Zoque.

## Phân loại

### Wichmann (1995)
Hệ thống phân loại trong hình sau là của Søren Wichmann (1995).

### Kaufman & Justeson (2000)
Hệ thống phân loại sau là của Kaufman & Justeson (2000), do Zavala (2000) công bố. Chữ in nghiêng là tên ngôn ngữ con.
Mixe-Zoque
- Mixe
  - Tapachultec
  - Olutec
  - Mixe "lõi"
    - Sayultec
    - (tách nhánh)
      - Mixe đất thấp
      - Mixe đất cao
- Zoque
  - Zoque Vịnh
    - Zoque Soteapan (Sierra Popoluca)
    - (tách nhánh)
      - Zoque Texistepec
      - Zoque Ayapanec

  - Zoque
    - Zoque Chiapas
    - Zoque Oaxaca

## Ngữ âm
Hệ thống âm vị của ngôn ngữ Mixe–Zoque nguyên thủy do Wichmann (1995) phục dựng có thể xem là khá đơn giản, nhưng nhiều ngôn ngữ con đã biến đổi hệ thống ban đầu này: một số phát triển một hệ thống nguyên âm khá phức tạp, một số lại nảy sinh sự phân biệt giữa phụ âm tắc fortis và lenis.
Dù âm cạnh lưỡi /l/ có mặt ở vài ngôn ngữ, nhiều khả năng nó có nguồn gốc tượng thanh.
|      | Trước  | Giữa   | Sau    |
| ---- | ------ | ------ | ------ |
| Đóng | *i *iː | *ɨ *ɨː | *u *uː |
| Vừa  | *e *eː |        | *o *oː |
| Mở   |        | *a *aː |        |

*ɨ *ɨː cũng được phục dựng là *ə *əː.
|          | Đôi môi | Chân răng | Chân răng-vòm | Ngạc mềm | Thanh hầu |
| -------- | ------- | --------- | ------------- | -------- | --------- |
| Tắc      | *p      | *t        | *t͡s           | *k       | *ʔ        |
| Xát      |         | *s        |               |          | *h        |
| Mũi      | *m      | *n        |               |          |           |
| Tiếp cận | *w      |           | *j            |          |           |

### Âm tiết
Ngôn ngữ Mixe–Zoque nguyên thủy nổi bật với cấu trúc lõi âm tiết mà có thể tạo nên từ việc kết hợp nguyên âm, cộng với âm tắc thanh hầu hay âm /h/. Những cụm phụ âm cuối âm tiết phức tạp điển hình cho các ngôn ngữ con cũng có thể được phục dựng ngược về ngôn ngữ mẹ.
Lõi âm tiết ở ngôn ngữ Mixe–Zoque nguyên thủy có thể là:
V – nguyên âm ngắn
V' – nguyên âm ngắn với âm tắc thanh hầu theo sau
VV – nguyên âm dài
V'V – nguyên âm dài với âm tắc thanh hầu chèn giữa
VV' – nguyên âm dài với âm tắc thanh hầu theo sau
Vh – nguyên âm ngắn cộng h